# Fundación Archivo de Indianos
El museo de la emigración de Asturias está situado en Colombres, municipio de Ribadedeva. El museo ocupa la casa de indianos denominada La Quinta Guadalupe construida por el emigrante asturiano Íñigo Noriega Lasso en 1906 y nombrada así en honor de su mujer. El museo es una parte de la Fundación Archivo de Indianos. Esta fue creada el 22 de mayo de 1987 por el Principado de Asturias, la Caja de Ahorros de Asturias y la Universidad de Oviedo; de ámbito privado, se dedica al estudio de la emigración, principalmente a América en los siglos XIX y XX. 
Los fondos documentales y museísticos se fueron reuniendo muy lentamente. En un artículo periodístico en octubre de 2012, el periodista Gregorio Moran, que solía veranear en Colombres, denunciaba que el edificio estaba prácticamente vacío. Hoy la situación parece haber mejorado sustancialmente(Adiós a Colombres 2).
La fundación tiene dos áreas diferenciadas: 
- Archivo: Se trata de una biblioteca especializada en inmigración y un archivo que recoge informaciones de las casas regionales en América.
- Museo de la emigración: En el museo se muestran objetos, cartas, fotografías y diferentes objetos relacionados con el fenómeno de la emigración.